# Bataille de Swally
La bataille navale de Swally, également connue sous le nom de bataille de Suvali, a eu lieu du 9 au 10 décembre 1612 (29-30 novembre dans le calendrier julien alors en vigueur en Angleterre) au large de Suvali, un village près de la ville Surat (aujourd'hui dans l'État de Gujarat,en Inde).
Quatre galions de la Compagnie anglaise des Indes orientales commandés par le capitaine Thomas Best y affronte victorieusement une flotte portugaise de quatre galions et 26 barques (navires à rames sans armement).
Cette bataille navale relativement petite est historiquement importante car elle a marqué le début de l'ascension de la présence de la Compagnie anglaise des Indes orientales en Inde (bien qu'elle ne serait pertinente que des siècles plus tard).
Cette bataille a également convaincu la Compagnie anglaise des Indes orientales de créer une petite marine pour protéger ses intérêts commerciaux des autres puissances européennes et aussi des pirates. Ce petit début est considéré comme la racine de la marine indienne moderne.
Le contexte de cette bataille indique également la principale raison de l'organisation de la Compagnie néerlandaise des Indes orientales en 1602.
Cet événement a suffisamment impressionné le Sardar (gouverneur) du Gujarat, qui l'a rapporté à l'empereur. Dès lors l'Empereur fut plus favorable aux Anglais qu'aux Portugais.

## Bataille
Par coïncidence, le 13 septembre 1612, un escadron de 16 barques portugaises a navigué à Surat. Le 22 septembre 1612, le capitaine Best décida d'envoyer un émissaire à l'Empereur pour lui demander l'autorisation de commercer et d'installer une usine à Surate. S'il refusait, il prévoyait de quitter le pays. Cela peut être dû en partie au fait que le roi Jacques Ier avait prolongé la charte de l'entreprise en 1609 au motif qu'elle serait annulée si aucune entreprise rentable n'était conclue dans les trois ans.
Le 30 septembre 1612, le capitaine Best apprit que deux de ses hommes, M. Canning (le commissaire de bord) et William Chambers avaient été arrêtés alors qu'ils étaient à terre. Craignant le pire, le capitaine Best a retenu un navire appartenant au gouverneur du Gujarat et a proposé de le libérer en échange de ses hommes.
Le 10 octobre, le capitaine Best et ses navires ont navigué vers Suvali, une petite ville à environ 12 miles (19 km) au nord de Surat. Cela peut être dû au fait que le gouverneur (Sardar Khan ?) combattait une rébellion Rajput dans un fort situé dans la ville. Entre le 17 et le 21 octobre, au cours de négociations, il parvient à obtenir avec le gouverneur un traité autorisant des privilèges commerciaux, sous réserve de ratification par l'empereur.
Une escarmouche a eu lieu entre les deux marines le 29 sans trop de dégâts de part et d'autre.
Au lever du jour le 30 octobre, le capitaine Best à Red Dragon a navigué à travers les quatre galions portugais au cours desquels trois d'entre eux se sont échoués, et a été rejoint par Hosiander de l'autre côté. Les Portugais ont réussi à faire renflouer les trois galions.
À 21 heures cette nuit-là, pour tenter d'incendier les navires anglais, une barque a été envoyée vers eux en tant que brûlot. Mais la sentinelle anglaise était en alerte et la barque a été détruite par des tirs de canon avec la perte de huit vies.
Une impasse est restée jusqu'au 5 décembre, lorsque le capitaine Best a navigué pour le port de Diu.

## Navires engagés
- British East India Company
  - Dragon, galion
  - Hosiander, galion
  - James, galion
  - Solomon, galion

- Portugal
  - Quatre galions
  - 26 barques et petites embarcations à rames

## Sources
- Guy le Moing, Les 600 plus grandes batailles navales de l'histoire, Rennes, Marines, 2011, 619 p. (ISBN 978-2-357-43077-8)